# Этвуд, Дункан
Дункан Фуллер Мактавиш Этвуд (англ. Duncan Fuller MacTavish Atwood; род. 11 октября 1955, Сиэтл, Вашингтон) — американский легкоатлет, специалист по метанию копья. Выступал на профессиональном уровне в 1976—1989 годах, двукратный чемпион Панамериканских игр, победитель и призёр первенств национального значения, участник летних Олимпийских игр в Лос-Анджелесе. Тренер по лёгкой атлетике.

## Биография
Дункан Этвуд родился 11 октября 1955 года в Сиэтле, штат Вашингтон.
Занимался лёгкой атлетикой во время учёбы в Вашингтонском университете, состоял в местной легкоатлетической команде, успешно выступал на различных студенческих соревнованиях. В 1978 году окончил университет, получив степень в области кинезиологии.
В 1979 году впервые одержал победу на чемпионате США в метании копья, вошёл в состав американской сборной и выступил на нескольких крупных международных турнирах, в частности превзошёл всех соперников на Панамериканских играх в Сан-Хуане и занял восьмое место на Кубке мира в Монреале.
В 1980 году вновь выиграл американский национальный чемпионат, взял бронзу на международном турнире DN Galan в Стокгольме. Планировалось участие в летних Олимпийских играх в Москве, однако Соединённые Штаты вместе с несколькими другими западными странами бойкотировали эти соревнования по политическим причинам. За пропуск этой Олимпиады Этвуд был награждён Золотой медалью Конгресса.
В 1983 году должен был участвовать в Панамериканских играх в Каракасе, однако когда стало известно о тщательном допинг-тестировании на соревнованиях, в числе 12 других американских спортсменов покинул Венесуэлу.
В 1984 году Этвуд выиграл национальный олимпийский отборочный турнир и тем самым удостоился права защищать честь страны на домашних Олимпийских играх в Лос-Анджелесе. В финале Олимпиады показал результат 78,10 метра, расположившись в итоговом протоколе соревнований на 11-й строке.
В 1985 году на турнире в Юджине Дункан Этвуд установил свой личный рекорд в метании копья старого образца — 94,06 метра, после чего успешно выступил на международных турнирах в Швейцарии, Германии, Италии. Однако в августе на соревнованиях в немецком Кобленце всё-таки провалил допинг-тест — в его пробе обнаружили следы запрещённого вещества, и решением Международной ассоциации легкоатлетических федераций (IAAF) спортсмен получил пожизненную дисквалификацию. Хотя в то время IAAF дисквалифицировала спортсменов пожизненно даже в случае первого нарушения антидопинговых правил, была возможность обратиться в организацию с просьбой о смягчении наказания, и часто такие просьбы удовлетворялись. Этвуд воспользовался такой возможностью и спустя два года получил возможность возобновить карьеру.
Продолжив обучение в Вашингтонском университете, в 1986 году получил степень магистра делового администрирования.
Дождавшись срока окончания дисквалификации, в 1987 году Этвуд вернул себе титул национального чемпиона в метании копья, победил на домашних Панамериканских играх в Индианаполисе, занял 12-е место на чемпионате мира в Риме.
В июне 1988 года на соревнованиях в Сан-Диего установил личный рекорд с копьём нового образца — 80,48 метра. Пытался пройти отбор на Олимпийские игры в Сеуле, однако на олимпийском отборочном турнире в Индианаполисе стал лишь шестым.
Завершил спортивную карьеру по окончании сезона 1989 года.
Впоследствии проявил себя на тренерском поприще, работал тренером по метаниями в легкоатлетической команде Вашингтонского университета, в качестве консультанта по биомеханике сотрудничал со сборной США по лёгкой атлетике.